# As It Is in Life
As It Is in Life è un cortometraggio muto del 1910 diretto da David W. Griffith.

## Trama
Un uomo ha perso la moglie ed è rimasto da solo con la figlioletta. L'uomo svolge un umile lavoro presso un allevamento di piccioni. La piccola figlia rimane da sola a casa quando suo padre è al lavoro, così, un giorno, l'uomo decide di portare la bambina con sé all'allevamento. Un giorno l'uomo incontra una sua vecchia fiamma e fra i due si riaccende il sentimento ma, sebbene a malincuore, l'uomo lascia andare la donna, consapevole di non poter mantenere sia una moglie che una figlia e, quindi, sceglie quest'ultima. Passano gli anni e la figlia, ormai cresciuta, ritorna a casa dalla scuola e dice a suo padre, ormai con i capelli bianchi e con le mani che recano i segni del lavoro, che non lo lascerà mai più. Un giorno, i due vanno a fare una passeggiata lungo la spiaggia e poi alla fattoria dove egli lavora, ricordando i tempi di quando lei era ancora una bimba e vide per la prima volta tutti quei piccioni. Poco dopo, però, un giovane cattura l'attenzione della figlia che si dimostra non indifferente alla corte del giovanotto. Il padre di lei li vede insieme e si dispera temendo di perdere la figlia che mette davanti alla scelta fra lui ed il giovane innamorato. La ragazza sceglie il giovanotto lasciando da solo il povero padre anziano. Tempo dopo, i giovani si sono ormai sposati e la ragazza tiene tra le braccia un neonato che, però, nessuno ha tempo per apprezzarlo, coccolarlo, fargli una carezza: né il marito della giovane mamma, né la donna di servizio, né un vicino di casa. La ragazza, allora, si reca dal padre, un uomo ormai rattristato dalla vita, che, però, accoglie con gioia la figlia ed il piccolo bimbo che prende fra le braccia. 

## Produzione
Il film fu prodotto dalla Biograph Company. Fu girato al Los Angeles Pigeon Farm, nel quartiere di Lincoln Heights a Los Angeles.

## Distribuzione
Distribuito dalla Biograph Company, il film - un cortometraggio in una bobina - uscì nelle sale cinematografiche statunitensi il 4 aprile 1910. Il 2 settembre 1914, la General Film Company ne distribuì una riedizione.